# Stucloper
Stucloper, ook wel protectiekarton genoemd, is een karton aan twee zijden voorzien van een PE coating. Dit materiaal is bijzonder geschikt voor bijvoorbeeld het tijdelijk afdekken van vloeren, gangen en trappen. De PE coating zorgt ervoor dat het karton niet stuk gelopen wordt indien het vochtig of nat is. Het gebruikte materiaal is veelal productieafval (drukmissers) van frisdrankpakken.